# Trois-Rivières Attak
Trois-Rivières Attak is een Canadese voetbalclub uit Trois-Rivières. Het team is een reserve/juniorteam voor Montreal Impact, dat in de Amerikaanse competitie speelt.
Op 15 november 2006 kondigde Montreal Impact aan dat er een tweede team zou gecreëerd worden in Trois-Rivières, op zo'n 140 kilometer van Montreal. De naam zou gekozen worden na een wedstrijd. Op 17 januari 2007 werd Trois-Rivières Attak FC en het logo voorgesteld. In tegenstelling tot het moederteam ging deze club in de Canadese competitie voetballen en niet in de Amerikaanse.
In het eerste seizoen won de club de Open Canada Cup in de finale tegen Columbus Clan. In de competitie werd de club tweede en verloor in de finale van de play-offs tegen de Serbian White Eagles FC.

## Erelijst
Open Canada Cup
2007